# ダニー・ウィリアムズ
ダニー・ウィリアムズ（Danny Williams、1973年7月13日 - ）は、イギリスの男性プロボクサー。
2004年7月30日、31歳の時ケンタッキー州ルイビルのフリーダム・ホールでマイク・タイソンに4回KO勝ち。ノンタイトル戦では初めてタイソンに黒星を付けた。
2004年12月11日、ネバダ州ラスベガスのマンダレイ・ベイでビタリ・クリチコの持つWBC世界ヘビー級王座に挑戦するも4度のダウンを奪われ8回TKO負け。
2005年12月10日、ロンドンのエクセルアリーナでシドニーオリンピック金メダリストのオードリー・ハリソンと対戦し、2-1(113-114、116-112、116-113)のスプリットデシジョンで12回判定勝ち。
2006年2月25日、ロンドンのエクセルアリーナで元K-1ファイターのマット・スケルトンと対戦し、議論を呼ぶ判定の2-1(115-114、114-115、116-113)で僅差の12回判定勝ち。
2006年7月8日、カーディフのミレニアム・スタジアムでマット・スケルトンと再戦し0-3(112-117、112-117、114-115)で12回判定負け。
2006年12月9日、オードリー・ハリソンと再戦するも3回TKO負け。2試合連続で相手のリベンジを許してしまった。
2007年12月8日、世界ランカーのオレグ・プラトフに挑むが、偶然のバッティングでプラトフがカットし、4回無効試合となった。
2009年10月2日、プライズファイター 8: ヘビー級3に出場、オードリー・ハリソンと共に優勝候補にあげられていたが、初戦で無名のカール･ベーカーに2度ダウンを喫し判定で敗れる。
2010年5月15日、デレック・チソラに2回TKO負け。
2011年3月5日、ドイツのビーレフェルトでフランク・ロートと対戦し2回TKO勝ち。この試合はウィリアムズのボクシング能力低下を懸念した英国ボクシング管理委員会がウィリアムズへのボクシングライセンス発行を拒否、そのためイギリス国外でバルト海プロボクシング連盟管轄の下で行われた。これ以降ウィリアムズはイギリス国内で試合を行っていない。

## 獲得タイトル

### アマチュアボクシング
- 1993年アマチュアボクシングヨーロッパ選手権ヘビー級銅メダル
- 1994年コモンウェルスゲームズアマチュアボクシングスーパーヘビー級銅メダル

### プロボクシング
- BBBofC英国ヘビー級王座
- 英連邦ヘビー級王座
- WBUインターナショナルヘビー級王座
- WBOインターコンチネンタルヘビー級王座